# هودینگن
هودینگن (به آلمانی: Hödingen) یک منطقهٔ مسکونی در آلمان است که در ائبیسفلده-وفرلینگن واقع شده‌است. هودینگن ۲۷۷ نفر جمعیت دارد.